# 螺洋街道
螺洋街道，中国浙江省台州市路桥区下辖的一个街道。

## 行政区划
螺洋街道现辖：
螺洋街社区、藕池社区、二友村、火炬村、东风村、岘头林村、樟岙村、罗家池村、大岙里村、园珠屿村、上寺前村、下寺前村、南山村、池头村、上保村、向北屋村、双庙村、后郑村、高洋应村、上倪村、永远村、车头村和岙王村。

## 交通
金台铁路：台州南站